# Raúl Pérez (rugbista)
Raúl Norberto Pérez (n. Rosario, 2 de julio de 1965) es un exjugador argentino de rugby. Fue entrenador de los Jaguares de 2016 hasta 2017. Actualmente es entrenador de la franquicia paraguaya Olimpia Lions. Jugó en la posición de ala y segunda línea. También trabajó como analista de sistemas y programador.
Jugó para Duendes Rugby Club (toda su carrera), desde 1983 a 1984 a 1999/2000.
Pérez fue 21 veces internacional con Argentina, desde 1992 a 1999, anotando 1 try o ensayo, 5 puntos en total. Fue convocado para disputar la Copa Mundial de Rugby 1999, pero nunca la jugó.
Luego de culminar sus días de jugador, fue el entrenador de Duendes Rugby Club, de 2001/02 a 2004/05. Más tarde también sería el entrenador de la Unión de Rugby de Rosario, desde 2005 a 2007, de la Argentina M21, de 2007 a 2008, y desde 2009, es uno de los dos entrenadores de la Argentina A. A partir de 2013, fue el segundo entrenador de la selección absoluta Nacional bajo la dirección técnica de Daniel Hourcade. Llegó a ser el head coach de la franquicia Argentina en el Super Rugby, Jaguares. En 2020 tomó el compromiso de dirigir a la franquicia paraguaya en la SLAR, Olimpia Lions.
Raúl “aspirina” Pérez actual entrenador de Jaguares dejará ese puesto para ser director general de los PlaDAR.

## Seleccionado
Debut: Argentina v Francia en Buenos Aires, 4 de julio de 1992
Retirada: Argentina vs Irlanda en Lansdowne Road 28 de agosto de 1999.

### Estadísticas en Pumas segúnESPN
| Período   | Partidos | Como titular | Como suplente | Pts. | Try/ensayo | Penales y conversiones | Ganados | Perdidos | Empates |
| --------- | -------- | ------------ | ------------- | ---- | ---------- | ---------------------- | ------- | -------- | ------- |
| 1992-1999 | 21       | 19           | 2             | 5    | 1          | 0                      | 14      | 7        | 0       |